# Telma Ágústsdóttir
Telma Ágústsdóttir (* 27. Januar 1977 in Reykjavík) ist eine isländische Popsängerin.

## Leben und Wirken
Telma wuchs in Garðabær auf und zog später nach Hafnarfjörður um. Seit sie 15 Jahre alt war singt sie in Bands, von denen die Rockband Spur die bekannteste ist.
Zusammen mit dem Sänger Einar Ágúst Víðisson gewann sie den isländischen Vorentscheid und nahm daher am Eurovision Song Contest 2000 als August & Telma für Island teil. Das Duo erreichte mit dem Pop-Rock-Song Tell Me! den zwölften Platz.